# Batman: Strange Apparitions
Batman: Strange Apparitions es el nombre de una colección de cómics ambientados en el universo de Batman. La colección, aparecida en 1999, recopiló los números de Detective Comics n.º 469 hasta el n.º 479 (excepto el n.º 477) publicados entre 1977 y 1978. Estos números fueron principalmente creación del guionista Steve Englehart y del dibujante Marshall Rogers, siendo esta etapa Englehart-Rogers conocida por varios años como la del «Batman definitivo».

## La colección
Batman: Strange Apparitions recopila los números n.º 469 hasta el n.º 476, además del n.º 478 y n.º 479, de la serie Detective Comics. Estos números fueron publicados originalmente entre los años 1977 y 1978, creados principalmente por el guionista Steve Englehart, quien escribió las historias de Detective Comics n.º 469 hasta n.º 476, y por el dibujante Marshall Rogers, quien estuvo en los dibujos entre los números n.º 471 hasta el n.º 479. A su vez, en los dos primeros números, fue Walt Simonson quien dibujó la historia de Englehart sobre el Dr. Phosphorus, y en los dos último números, el guionista Len Wein narra la historia de Clayface III dibujada por Rogers.
La colección incluye las historias:
- «By Death's Eerie Light!» (Detective Comic n.º 469)
- «The Master Plan of Doctor Phosphorus!» (Detective Comic n.º 470)
- «The Dead Yet Live» (Detective Comic n.º 471)
- «I Am the Batman!» (Detective Comic n.º 472)
- «The Malay Penguin» (Detective Comic n.º 473)
- «The Deadshot Ricochet» (Detective Comic n.º 474)
- «The Laughing Fish» (Detective Comic n.º 475)
- «Sign of the Joker!» (Detective Comic n.º 476)
- «The Coming Of... Clayface III!» (Detective Comic n.º 478)
- «If a man be made of Clay!» (Detective Comic n.º 479)

La historia «The House That Haunted Batman!», aparecida en el Detective Comics n. 477 no se incluye en el compilado al no tener relación con la historia global.

## Argumento
La trama se centra en que Batman debe internarse en una clínica para rehabilitar sus heridas tras una lucha contra el Dr. Phosphorus. En tal clínica el Doctor Hugo Strange, descubre la identidad secreta del héroe y planea apoderarse de la fortuna de Bruce Wayne y, a su vez, vender el secreto de Batman al mejor postor entre Pingüino, el Joker y el corrupto jefe de Consejo de Gotham Rupert Thorne. Luego, Batman se irá enfrentando a villanos como el Pingüino, Deadshot, el Joker y Clayface. Además vivirá un intenso romance con una bella e inteligente joven llamada Silver St. Cloud, lo cual le ocasionará un replanteamiento de su doble vida.

## Relevancia
- Junto con obtener un éxito comercial y de crítica, estos números revivieron el cariño de los fanes hacia los cómics de Batman. Además, esta etapa fue llamada la del «Batman definitivo». Esto ya que, si bien narraba historias del superhéroe combatiendo contra los supervillanos de siempre, estas historias eran narradas y dibujadas definiendo a los personajes de este bat-universo como nunca antes hasta esa fecha.[1]

- En la historia «The Laughing Fish», El Joker tiene uno de los diálogos más influyentes de esta colección: «The Joker needs the Batman!» (El Joker necesita al Batman), «Nay, The Joker deserves the Batman. What fun would there be in humbling mere policemen?» (Nah, el Joker merece al Batman. ¿Que tendría de divertido humillar a simples policías?) y finaliza con «And for anyone else to destroy The Batman would be unworthy of me!» (Y que algún otro destruyese al Batman no sería digno de mí). Este diálogo del supervillano respecto al superhéroe marca un hito en la historia del Joker. Años después aparecería profundizado en Batman: The Killing Joke del afamado guionista Alan Moore, así como el año 2008 este diálogo sería adaptado por Christopher Nolan para su film The Dark Knight.

- El sitio web IGN ubicó a Batman: Strange Apparitions en su lista de Las 25 Mejores Novelas Gráficas de Batman.[2]

## Adaptación a otros medios
Estas historias de Steve Englehart estuvieron muy cerca de ser el guion base para el film sobre Batman planeado tras el éxito de Superman: la película a fines de la década de los años 70.
En 1992, las historias «The Laughing Fish» y «Sign of the Joker», junto a otra historia escrita por Dennis O'Neil en 1973 llamada «The Joker's Five Way Revenge», fueron adaptadas para un episodio de Batman: La Serie Animada titulado «El Pez Sonriente». Las historias «The Dead Yet Live» y «I Am the Batman!» fueron adaptadas al episodio titulado «El Extraño Secreto de Bruce Wayne».

## Idioma Español
El tomo Batman: Strange Apparitions no ha sido publicado como tal en español, pero los números unitarios fueron publicados por Editorial Zinco a mediados de la década de los '80 como una colección titulada Clásicos DC: La Sombra de Batman. Posteriormente, el año 2009 la Editorial Planeta DeAgostini publicó estas historias en el número 1 de su coleccionable llamado Clásicos DC: BATMAN (1977-1987), pero impresa en blanco y negro. Finalmente, en diciembre de 2011, Planeta DeAgostini publica el libro Batman de Steve Englehart y Marshall Rogers que incluyó los números 469 a 476 y 478 y 479 de Detective Comics, editados originalmente entre mayo de 1977 y octubre de 1978, los seis números de la miniserie Batman: Dark Detective, de julio a septiembre de 2005, y un relato incluido en el número 15 de DC Special Series, del verano de 1978.
En diciembre de 1989 Ediciones Zinco saca el recopilatorio Las mejores historias de El Joker jamás contadas que incluía, entre otros, los números «The Laughing Fish» (Detective Comic n.º 475) y «Sign of the Joker!» (Detective Comic n.º 476).

## Dark Detective
El año 2005, Steve Englehart y Marshall Rogers volvieron a trabajar juntos en su propia miniserie para DC Comics llamada Batman: Dark Detective, pero sin lograr reeditar su anterior éxito.